# Гайлігенштедтенеркамп
Гайлігенштедтенеркамп (нім. Heiligenstedtenerkamp) — громада в Німеччині, розташована в землі Шлезвіг-Гольштейн. Входить до складу району Штайнбург. Складова частина об'єднання громад Ітцего-Ланд.
Площа — 0,85 км2. Населення становить 729 ос. (станом на 31 грудня 2020).